# Fissidens marthae
Fissidens marthae är en bladmossart som beskrevs av Jules Cardot 1908. Fissidens marthae ingår i släktet fickmossor, och familjen Fissidentaceae. Inga underarter finns listade i Catalogue of Life.